# Klövstad
Klövstad är en udde i Antarktis. Den ligger i Östantarktis. Nya Zeeland gör anspråk på området.
Terrängen inåt land är bergig åt sydost, men åt nordväst är den kuperad. Havet är nära Klövstad åt nordost. Trakten är obefolkad. Det finns inga samhällen i närheten. 